# テイタートッツ

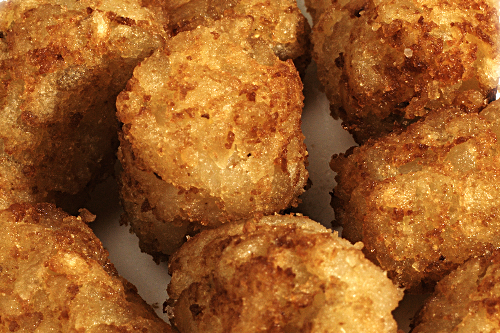
テイタートッツ

テイタートッツ（英: Tater Tots）は、米国の食品メーカー・オレアイダの登録商標である。すりおろしたジャガイモを揚げた惣菜であり、そのカリっとした食感、小さい円筒形の姿が広く知られている。

## 歴史
テイタートッツは1953年、オレアイダの創設者であるF・ネフィ・グリッグとゴールデン・グリッグによって、冷凍のフライドポテトを作るときにできる切り落としのジャガイモの有効活用法が考えられた結果作られた。彼らは切り落としを細かくし、小麦粉と調味料を加えて一口大の大きさに切り出した。市場に出回り始めたのは1956年である。
原料はもともと安価なものを使っているためアイオワ州立大学によれば、消費者は最初、テイタートッツには買う価値がないとしたため全く売れなかったという。価格が上がるにつれて売れ行きが上がりはじめ、現在のアメリカ合衆国内では年間約8600万ポンドのオレアイダのテイタートッツが消費されている。
テータートッツという名前は、オレアイダの研究委員会の一員が、頭韻法に基づいた名前を思い付くために類語辞典を使って1950年代に付け、この名前はまもなく商標登録された。

## 待遇

### アメリカ
アメリカ合衆国において、テイタートッツは一般的なスクールランチやカフェテリアのメニューであり、スーパーマーケットの冷凍食品売り場でも売られている。ファーストフードレストランで売られていることもある。

### その他の国々
オーストラリアにおいてテイタートッツは「ポテトジェムズ」「ポテトロイヤルズ」「ポテトポムポムズ」(この名前はニュージーランドでも使われている)として知られている。イギリスにおいては、ロス・フローズン・フーズが「オーブンクランチーズ」を売り出したが 今は売られていない。しかし、現在はスーパーマーケットのモリソンによって「ポテトクランチーズ」という名前で売られている。